# Théophile de Bordeu

Théophile de Bordeu

Théophile de Bordeu (* 22. Februar 1722 in Izeste, in der französischen Provinz Béarn; † 23. November 1776 in Bagnères-de-Bigorre in der Provinz Gascogne) war ein französischer Arzt und ein früher Vertreter des Vitalismus. Er gehört zu den Begründern der Hydrotherapie.

## Leben
Der Vater von Théophile de Bordeu hatte als Arzt in Izeste bei Pau in eine niedere Adelsfamilie eingeheiratet. Sein Name war Antoine Seigneur de Jurque de Bordeu (1695–1776) seit dem 30. März des Jahres 1721 mit Adriana Touya de Jurque (1698–1750) verheiratet. Das Paar hatte insgesamt vierzehn Kinder, von denen einige früh starben.  Anne (1734–1737), Catherine (1736–1814), François  (1735–1781),  Jean (1727–1748), Jean (1733–1734), Jean François  (1724–1819), Jeanne (1730–1809), Louis (1729–1766), Magdeleine Jeanne Philippe (* 1737), Marie Anita (1726–1797), Marie Esther (1723–1725), Marie Esther (* 1725), Théophile (1722–1776), Ursule de Bordeu (1739–1819).

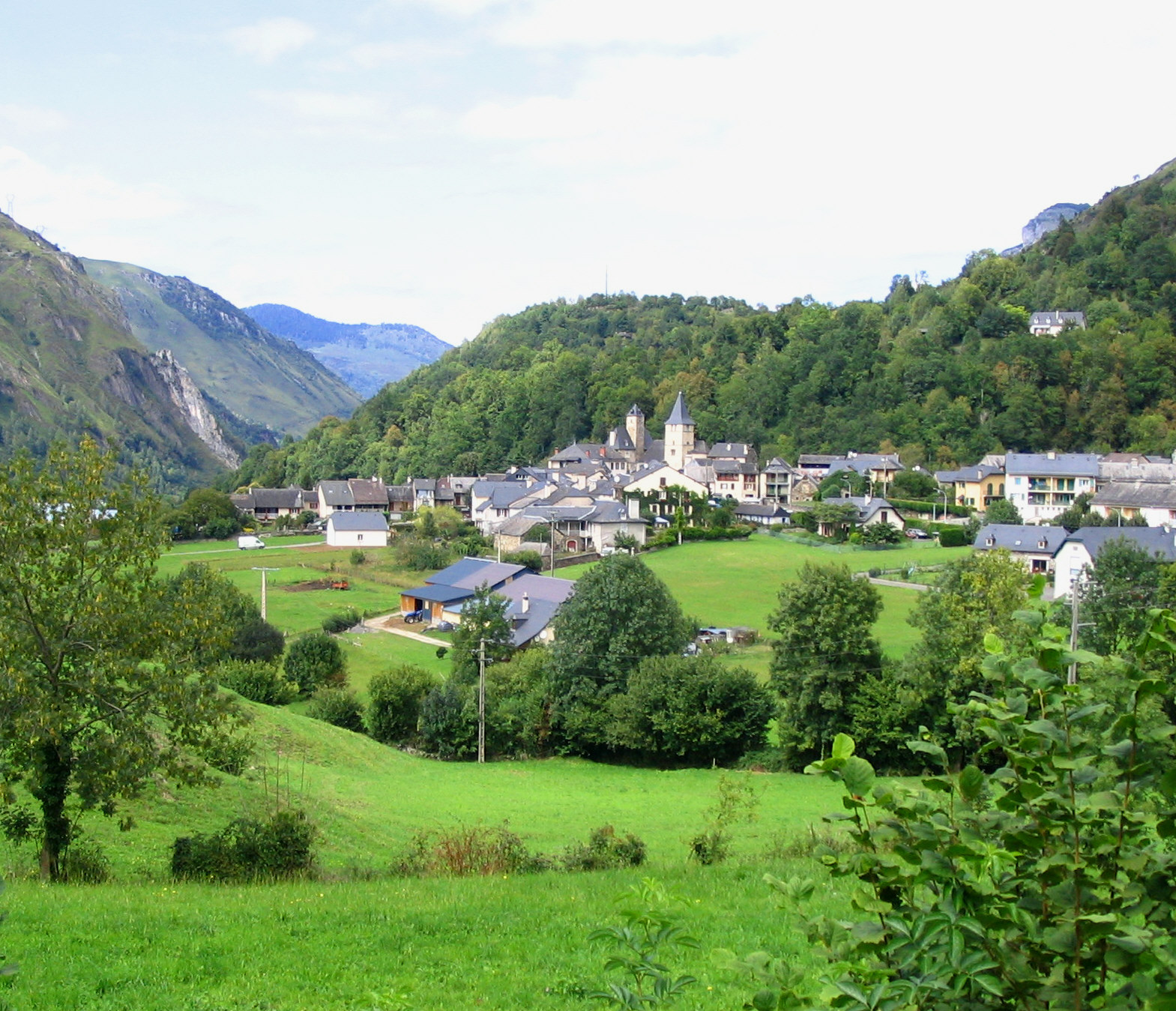
Gebirgstal der Aussau

Dort, in Izeste, wurde auch Théophile geboren. Der Geburtsort liegt im Tal des Gebirgsflusses Aussau (Schreibweise auch: Ossau). Die Abgeschiedenheit der Natur lässt die Vorliebe Bordeus für natürliche Heilweisen verstehen. Er folgte damit jedoch auch einem Trend seiner Zeit, wobei er insbesondere die Anwendung von Bädern befürwortete. Ab 1750 wurde Spa zum Pendant des englischen Badeorts Bath.
Bordeu studierte zunächst in Montpellier Medizin und wurde dort 1743 promoviert. Gemeinsam mit seinem Freund Arnulphe d’Aumont führte Bordeu während der Studienzeit in Montpellier zwischen 1742 und 1744 anatomische Studien in der Freimaurerloge La Liberté durch, an deren Gründung beide beteiligt waren. Diese Studien bildeten die Basis seiner vitalistischen Interessen, Doctrine médicale de l’École de Montpellier. Dort geriet er jedoch in Gegensatz zu dem anfänglich rein anatomischen Denken von Herman Boerhaave, das zu dieser Zeit noch überwog. Er hielt sich darauf für kurze Zeit in seiner Heimat in Pau auf, wo er Thermalquellen in den Pyrenäen entdeckte.
Ab 1752 war er durch Vermittlung der Familie als Gelehrter erneut in Paris tätig und pflegte Beziehungen zum Hof des Königs, Ludwig XV., wo sein Vetter, Louis de Lacaze, Hofarzt war. Bordeu war auch Arzt von Madame Dubarry. Nach 1773 war Bordeu u. a. Lehrer von Philippe Pinel in Montpellier. Zusammen mit Paul Joseph Barthez (1734–1806) gilt Bordeu als Begründer des (neuzeitlichen, an Georg Ernst Stahl und Albrecht von Haller anknüpfenden) Vitalismus in der École de médecine de Montpellier. Seine Lehren wurden u. a. von Marie François Xavier Bichat (1771–1802) übernommen, der mit Barthez als Nachfolger Bordeus gilt. Seit 1750 war er Mitglied der Académie des sciences.

## Leistungen
Das Verdienst von Bordeu besteht in der Entdeckung der spezifischen Leistungen der Organe und ihrer spezifischen Strukturen. Die spezifischen Organstrukturen wurden für Marie François Xavier Bichat Grundlage für eine histologisch und chemisch-physikalisch ausgerichtete Anatomie, die Frankreich eine Vorherrschaft in der Medizin sicherten. Man kann den vitalistischen Ansatz dieser Forscher daher auch als physiologisches Denken bezeichnen, das über eine rein mechanische Erklärung der Lebensvorgänge hinausgeht. Das Blut betrachtete Bordeu neben dem Nervensystem als einen Weg, über den die Organe gesteuert werden (So erklärte er die Abhängigkeit des Auftretens der Geschlechtsreife bzw. des Ausbleíbens der Keimdrüsenfunktion durch gesteigertes bzw. fehlendes Eindringen von Keimdrüsensekret in den Säftestrom des Blutes). Diese Vorstellung nimmt vorweg, was heute als innere Sekretion und hormonelle Steuerung bezeichnet wird. Daher richtete sich die Aufmerksamkeit von Bordeu u. a. insbesondere auch auf die Drüsen. Ihre Tätigkeit bezeichnete er als „Emanationen“. Bordeu hinterließ ein umfangreiches Werk. Darin kamen die seit Georg Ernst Stahl und Albrecht von Haller mit Robert Whytt, Francis Glisson und Luigi Galvani neu gewonnenen Erkenntnisse über das Nervensystem ebenso zum Ausdruck wie die älteren Humoraltheorien (in Form der Drüsentätigkeit) und die naturphilosophisch begründeten Lehren der Krise im Krankenprozess, der kritischen Tage und der Einflüsse von Mond und Gezeiten auf die Befindlichkeit. Er trug jedoch auch zur Überwindung der Lehren des von Stahl geprägten Animismus bei, indem er den Gesichtspunkt vielfacher Organbeteiligung bei psychischen Prozessen nachwies und so die These der metaphysischen Bedingtheit seelischer Prozesse relativierte.  Der Animismus, die weitgehend als gültig anerkannte Lehre Stahls, wandelte sich eher zum Psychodynamismus, einer Lehre von den Grundkräften des Organismus und den Teilkräften der Organe, (siehe auch Sympathie). Bordeu verfasste einen Artikel für die Enzyklopädie von Denis Diderot und wird daher zu den Enzyklopädisten gezählt. Einen weiteren Bezug zu Diderot besteht im Auftreten von de Bordeu als fiktionale Figur in dem zu seinen wichtigsten philosophischen Werken zu rechnende Trilogie Le Rêve de d’Alembert (1769).
Die Bedeutung von Bordeu in der Geschichte der Psychiatrie und damit auch der Medizin überhaupt ergibt sich aus der Betonung, die er auf die biologischen Grundlagen der Vernunft und damit auf die Eigengesetzlichkeit aller Organe legte, die keiner absolutistischen Auslegung von Herrschaftsinteressen bedürfen. Insofern entfaltete sich die von Bordeu auch verfolgte enzyklopädische Publikation zu einer nicht nur moralischen, sondern insbesondere politischen Intention im Zeitalter politischen Umbruchs.
In seiner auf Francisco Solano de Luque († 1736) und James Nihell beruhenden Doctrine sur le pouls beschrieb er ausführlich die Methodik und Technik der Pulsuntersuchung.

## Schriften
- Analyse medicinale du sang, Montpellier 1775.
- Aquitaniae minerales aquae, Paris, Quillau, 1754.
- Correspondance, Montpellier, Centre national de la recherche scientifique, 1977-1979
- Hommage à la vallée d’Ossau, 1774.
- L’usage des eaux de Barèges et du mercure, pour les écrouelles : ou dissertation sur les tumeurs scrophuleuses, Paris, Debure, 1757
- Lettres contenant des essais sur l’histoire des eaux minérales du Béarn sur leur nature, différence, proprieté ; sur les maladies ausquelles elles conviennent, & sur la façon dont on doit s’en servir.
- Lettres contenant des essais sur l'histoire des eaux minérales du Béarn et de quelques-unes des provinces voisines, Amsterdam, Poppé libraires, 1746; seconde édition revue et augmentée en 1748.
- Lettres inédites, Bordeaux, Bière, 1960
- Nouvelles observations sur le pouls intermittent : qui indique l’usage des purgatifs, Paris, Vincent, 1761
- Œuvres complètes précédées d’une notice sur sa vie et sur ses ouvrages, Paris, Caille et Ravier, 1818. Band I (Digitalisat). Band II (Digitalisat)
- Précis d’observations sur les eaux de Barèges et les autres eaux minérales du Bigorre et du Béarn, Paris, 1769
- Recherches anatomiques sur la position des glandes et sur leur action, Paris, Quillau, 1751
- Recherches anatomiques sur les articulations des os de la face, Paris, Imprimerie Royale, 1755
- Recherches sur l’histoire de la médecine, 1764, verbesserte Neuauflage: Paris, G. Masson, 1882
- Recherches sur le pouls par rapport aux crises contenant les décisions de plusieurs savans médecins sur la doctrine du pouls ; ... on y a joint un dissertation nouvelle sur les sueurs critiques & leurs pouls. Paris 1756; 3. Auflage: P. Fr. Didot le jeune, Paris 1779–1786.
- Recherches sur le pouls par rapport aux crises. Didot le jeune, Paris 1772.
- Recherches sur le tissu muqueux : ou, L’organe cellulaire, et sur quelques maladies de la poitrine, Paris, Didot le jeune, 1767
- Recherches sur le tissu muqueux, ou l’organe cellulaire, et sur quelques maladies de la poitrine, Paris, Didot le jeune, 1790
- Recherches sur les maladies chroniques : leurs rapports avec les maladies aiguës, leurs périodes, leur nature, et sur la manière dont on les traite aux eaux minérales de Barèges, et des autres sources de l’Aquitaine, Paris, Gabon : 1775
- Recherches sur quelques points d’histoire de la medecine : qui peuvent avoir rapport à l’arrêt de la Grand’ Chambre du Parlement de Paris, concernant l’inoculation, et qui paroissent favorables à la tolérence de cette opération, Liège : [s.n.], 1764
- Recherches sur quelques points d’histoire de la médicine qui peuvent avoir rapport à l’arrêt de la grand’ chambre du Parlement de Paris, concernant l’inoculation, et qui paroissent favorables à la tolérence de cette opération.., Paris, Rémont, 1764
- Traité de médecine théorique & pratique, Paris, Ruault, 1774